# Sint Rochuskapel (Amersfoort)
De Sint Rochuskapel is een kapel, gelegen aan Coninckstraat 67 te Amersfoort, behorend tot Hofje de Poth.

## Geschiedenis
De laatgotische bakstenen kapel stamt uit 1507 en vormt het oudste gebouw in het Hofje. De kapel werd bediend vanuit de Sint-Joriskerk. Het hoge gebouw heeft een zadeldak met daarop een dakruiter. Hierin bevindt zich een klokje uit 1620, gegoten door Henricus Aeltszn. van Meurs. De kapel heeft een driezijdig gesloten koor.
De kapel raakte eind 16e eeuw in onbruik, omdat er geen Missen meer in worden opgedragen, en werd sinds 1650 als pakhuis gebruikt. In 1897, toen de woonhuises op het Hofje werden gebouwd, wilde men de kapel afbreken om ook daar huisjes te bouwen. Met name Pierre Cuypers heeft zich ingezet voor het behoud ervan. In 1905 werd de kapel gerestaureerd. Sindsdien werden uitdelingen voor de arme huysittenden in deze kapel gehouden. Daar kwam in 1962 een einde aan voor de inwoners van Amersfoort, en in 1975 ook voor de bewoners van het Hofje. Ook daarna vonden nog symbolische uitdelingen voor de bewoners plaats, driemaal per jaar.
In 1957, 1968 en 2014 vonden opnieuw restauraties plaats. Het gebouw is tegenwoordig in gebruik voor culturele doelstellingen, trouwlocatie, enz.
De kapel is geklasseerd als Rijksmonument.
- Rijksmonument: 324416
- Virtual International Authority File: 250146998498318941693